# Pohlia erecta
Pohlia erecta là một loài Rêu trong họ Bryaceae. Loài này được Lindb. miêu tả khoa học đầu tiên năm 1882.